# 2TV
2TV (gruzínsky 2 არხი nebo také მეორე არხი, 2 archi nebo meore archi) vysílá od roku 1971. Obsluje jej i vlastní společnost Sakartvelos sazogadoebrivi mauts'q'ebeli. Sesterským kanálem je 1TV (gruzínsky 1 არხი nebo პირველი არხი, 1 archi nebo p'irveli arkhi).
Kanál je velmi populární po celé zemi pro svůj kvalitní program. Populárními pořady jsou The Tribune a Briefing time.